# Чаткалска долина
Чаткалската долина (на киргизки: Чаткал өрөөнү; на руски: Чаткальская долина) е дълга и тясна долина в Западен Тяншан, в Джалалабадска област на Киргизстан. Разположена е между хребетите Пскемски и Сандалашки на северозапад и Чаткалски на югоизток, а на североизток е ограничена от хребета Таласки Алатау. Простира се от югозапад на североизток на протежение до 100 km и ширина до 8 km, покрай горното течение на река Чаткал (лява съставяща на Чирчик, от басейна на Сърдаря). Надморска височина от 1000 m на югозапад до 2500 m на североизток. Отводнява се от река Чаткал и нейните притоци: Чанач, Терс (леви); Сандалаш, Джартису, Каракорум, Чукурсу (десни). Дъното и ниските части на склоновете ѝ са заети от малки обработваеми земи и горички от гръцки орех и арча (вид хвойна), а по-високите части са покрити с планински пасища. В долината има 8 села, най-големи от които са Канишкия и Чаарташ.

## Топографска карта
- К-42-Б М 1:500000[2]
- К-42-Г М 1:500000[3]